# Unterbachern (Inchenhofen)
Unterbachern ist ein Gemeindeteil des Marktes Inchenhofen im Landkreis Aichach-Friedberg (Bayern). Das Dorf liegt circa zweieinhalb Kilometer nördlich von Inchenhofen.

## Geschichte
Die Wurzeln von Unterbachern reichen bis ins Mittelalter zurück. Im Jahr 1802 kam das Dorf in den Besitz der Familie Gumppenberg aus Pöttmes. Durch das Gemeindeedikt von 1808 wurde der Steuerdistrikt Schnellmannskreuth mit den weiteren Orten Oberbachern, Unterbachern und Ingstetten geschaffen. Mit dem Gemeindeedikt von 1818 wurden von ehemals 41 Steuerdistrikten des Landgerichts Aichach 71 Gemeinden gebildet. Unterbachern gehörte zur Gemeinde Oberbachern, die am 1. Januar 1972 im Zuge der Gemeindegebietsreform in den Markt Inchenhofen eingegliedert wurde.